# Vukovje Zelinsko
Vukovje Zelinsko – wieś w Chorwacji, w żupanii zagrzebskiej, w mieście Sveti Ivan Zelina. W 2011 roku liczyła 90 mieszkańców.